# الصقلاوية
الصَقْلاويّة هي مدينة عراقية تقع شمال غرب الفلوجة في محافظة الأنبار وتبعد 65 كلم عن العاصمة بغداد، يبلغ عدد سكانها 50 الف نسمة، تبلغ مساحتها 42 كيلومتر مربع وتعتبر منطقة زراعية خالصة وتسكنها عشائر المحامدة وعشائر أخرى، يوجد في إحدى مناطقها آثار مدينة الأنبار التاريخية والتي كانت يوماً عاصمة الدولة العباسية، سميت باسم الصقلاوية نسبة إلى نوع من الخيول اسمها صقلاوي، تضم الآن أكثر من سبعة آلاف عائلة مهجرة ونازحة من الفلوجة وبغداد.

## تاريخ
في بداية عام 2014 سيطر عليها تنظيم (داعش) بالكامل. وفي 1 يونيو 2016 م، قامت القوات العراقية بالسيطرة على جسر الصقلاوية ورفعت العلم العراقي في عمليات لتحرير قضاء الصقلاوية من تنظيم داعش.

## أحياء مدينة الصقلاوية
| اسم الحي          | مساحته هكتاراًً | سكانه |
| الحي الأول        | 72.4          | 3446  |
| حي الشهداء الأول  | 69.39         | 2290  |
| حي الشهداء الثاني | 182.6         | 4910  |
| حي الجمعية        | 23.11         | 392   |
| حي المهندسين      | 18            | 23    |
| المجموع           | 365.5         | 11061 |

## احتلال تنظيم الدولة
وفي 4 حزيران/يونيو 2016 م، قام الجيش العراقي والشرطة والحشد الشعبي بتحرير الصقلاوية بالكامل.

### مجزرة الصقلاوية
مجزرة الصقلاوية وهي مجزرة قام بها تنظيم داعش باستخدام غاز الكلور ضد الجنود المحاصرين في منطقة الصقلاوية بمدينة الفلوجة.

## معرض صور

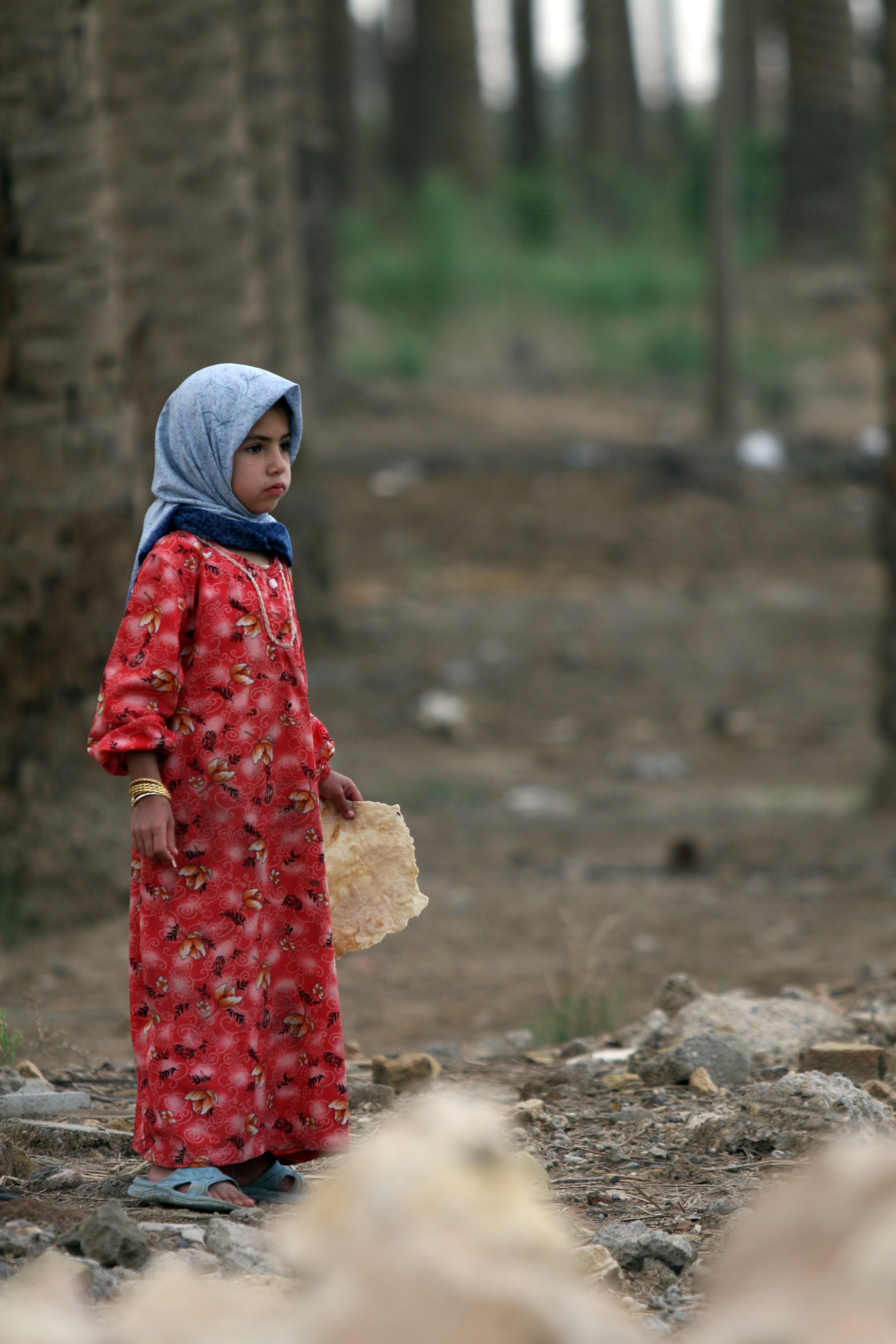
فتاة صغيرة بالصقلاويّة
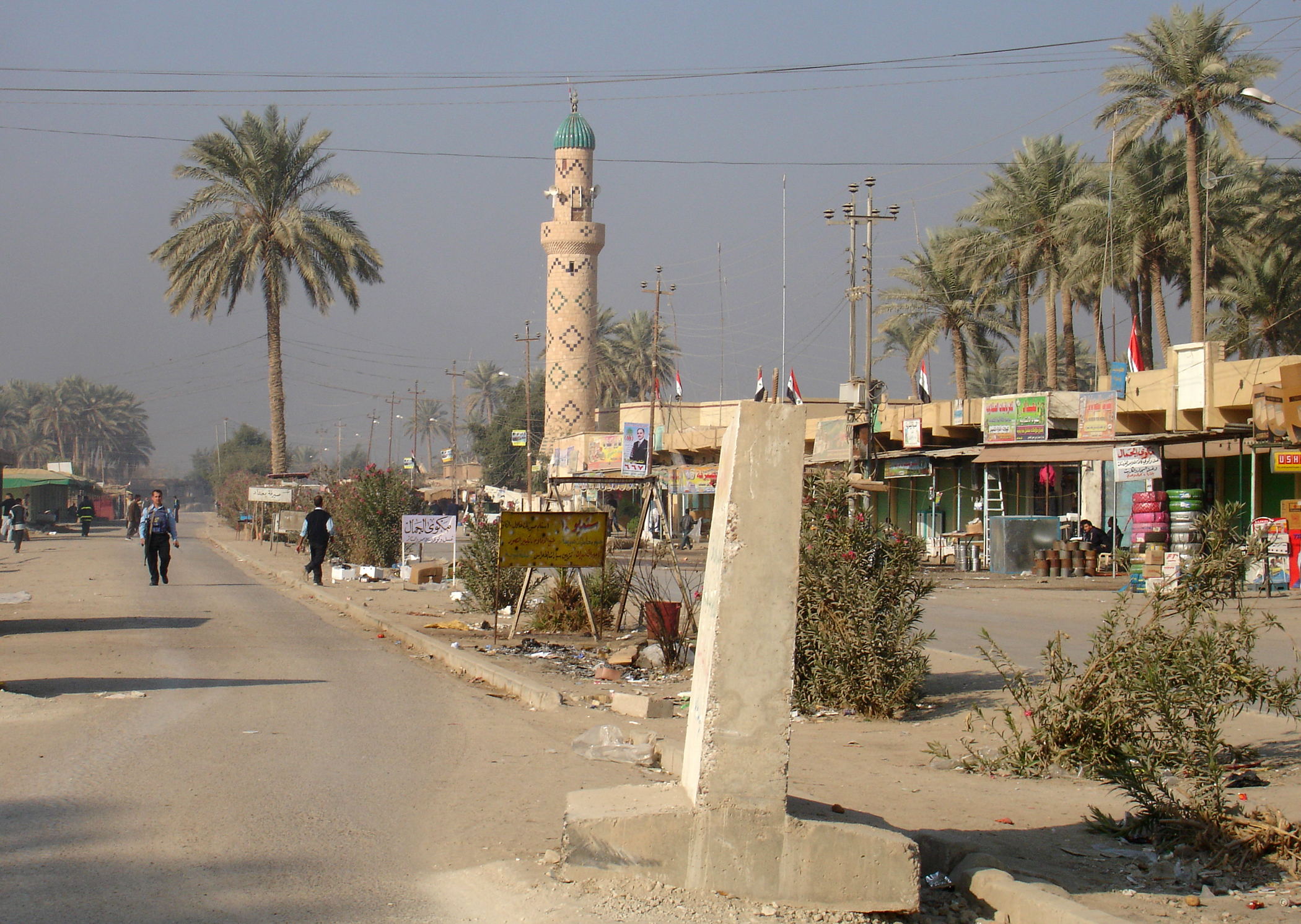
جامع بالصقلاويّة
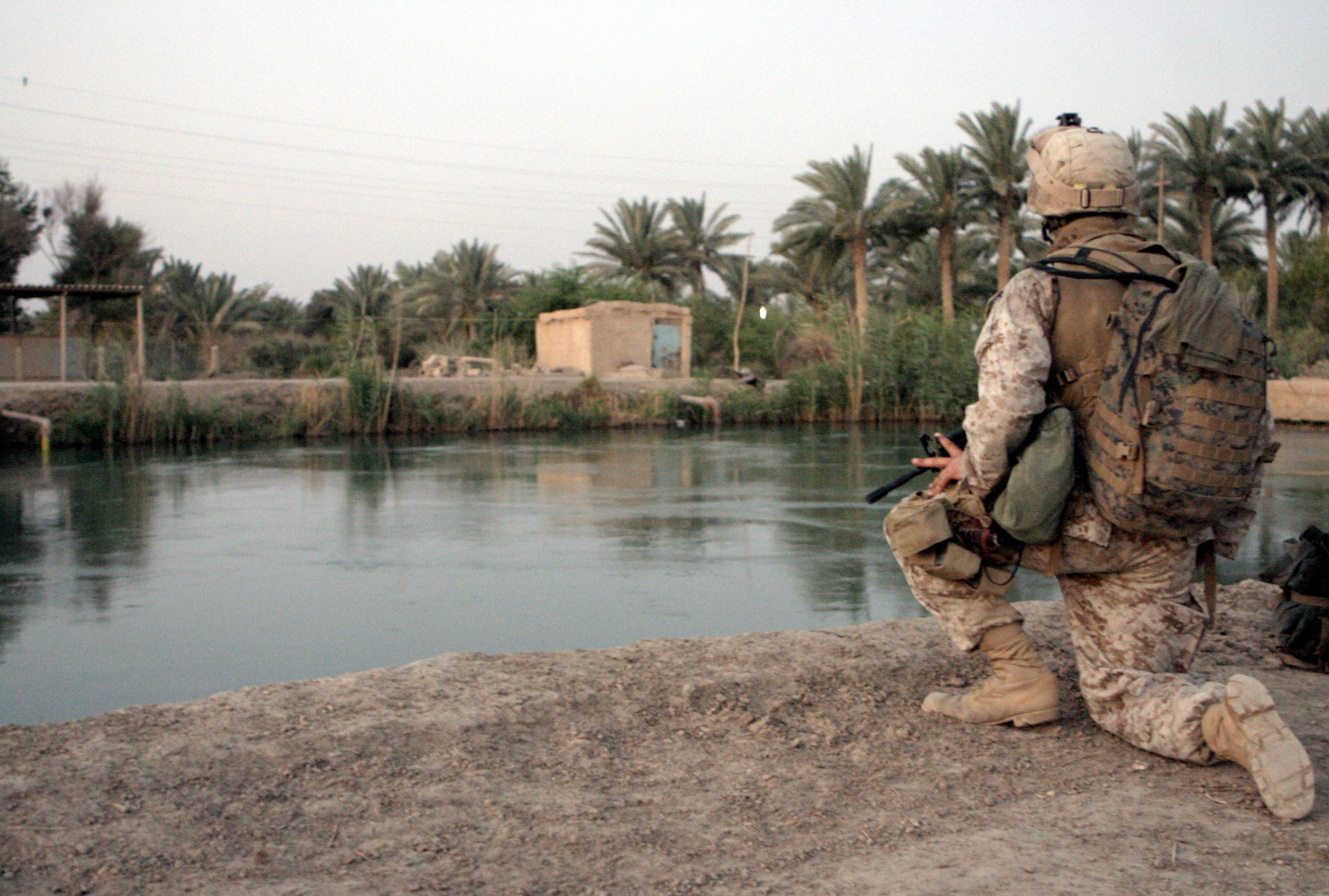
جندي احتلال أمريكيّ بالقرب من بركة بالصقلاويّة في 20 يوليو 2005 م

## 
- البو عكاش.